# Nordlo Group
Nordlo är ett nordiskt IT-företag. Företaget bildades 2018 genom en sammanslagning av svenska Zetup, Office IT-Partner, Dicom och norska IT total. Sedan dess har Nordlo förvärvat de fyra svenska bolagen: Acon, Interlan, Insignis och Netcomp samt de sju norska bolagen: Appex Operations, Fana Data, iSky, Lerøen Datapartner, Netsense, Nisec och SSC Networks.
Nordlo har cirka 900 medarbetare i Sverige och Norge och en årsomsättning på 2,1 miljarder SEK. Huvudägare är investmentbolaget FSN Capital som äger 57 % i bolaget. Nordlo har heltäckande tjänster inom IT, bland annat outsourcing, digitalisering, infrastruktur och molntjänster.

## Historia
Den 28 juni 2018 köpte investmentbolaget FSN Capital upp Office IT-Partner, Zetup och Dicom. I början av 2019 förvärvades ytterligare ett bolag, norska IT-Total. Den nya koncernen lanserade det nya varumärket Nordlo den 6 maj 2019.
Under 2019 förvärvade Nordlo bolaget Netcomp. År 2020 förvärvades bolagen Lerøen datapartner, Insignis IT, Nisec och Appex Operations. År 2021 förvärvades bolaget Acon. År 2022 förvärvades bolagen Interlan och Fana data. År 2023 förvärvades de norska företagen Netsense, iSky och SSC Networks. 

## Orter
Nordlo har kontor över hela Sverige och stora delar av Norge.
Nordlo i Sverige: Bollnäs, Borås, Eskilstuna, Falköping, Falun, Gävle, Göteborg, Halmstad, Helsingborg, Jönköping, Kalmar, Karlshamn, Karlskrona, Kristianstad, Lidköping, Linköping, Ljungby, Lund, Lycksele, Malmö, Malung, Norrköping, Nyköping, Ronneby, Skellefteå, Skövde, Stockholm, Sundsvall, Sälen, Söderhamn, Trollhättan, Umeå, Uppsala, Växjö, Örebro, Örnsköldsvik och Östersund.
Nordlo i Norge: Bergen, Grenland, Haugesund, Oslo, Sarpsborg och Vennesla.